# Bạch đàn
Bạch đàn, Khuynh diệp là chi thực vật có hoa Eucalyptus trong họ Đào kim nương (Myrtaceae). Các thành viên của chi này có xuất xứ từ Úc. Có hơn 700 loài bạch đàn, hầu hết có bản địa tại Australia, và một số nhỏ được tìm thấy ở New Guinea và Indonesia và một ở vùng viễn bắc Philippines và Đài Loan. Các loài bạch đàn đã được trồng ở các vùng nhiệt đới và cận nhiệt đới gồm châu Mỹ, châu Âu, châu Phi, vùng Địa Trung Hải, Trung Đông, Trung Quốc, bán đảo Ấn Độ... và cả Việt Nam.

## Các loài
Chi này có các loài sau:
- Eucalyptus abdita
- Eucalyptus absita
- Eucalyptus acaciiformis
- Eucalyptus accedens
- Eucalyptus acies
- Eucalyptus acmenoides
- Eucalyptus acroleuca
- Eucalyptus aenea
- Eucalyptus aequioperta
- Eucalyptus agglomerata
- Eucalyptus aggregata
- Eucalyptus alaticaulis
- Eucalyptus alba
- Eucalyptus albens
- Eucalyptus albida
- Eucalyptus albopurpurea
- Eucalyptus algeriensis
- Eucalyptus alligatrix
- Eucalyptus alorensis
- Eucalyptus ammophila
- Eucalyptus amplifolia
- Eucalyptus amygdalina
- Eucalyptus ancophila
- Eucalyptus andrewsii
- Eucalyptus angophoroides
- Eucalyptus angulosa
- Eucalyptus angustissima
- Eucalyptus annulata
- Eucalyptus annuliformis
- Eucalyptus anomala
- Eucalyptus antipolitensis
- Eucalyptus apiculata
- Eucalyptus apodophylla
- Eucalyptus apothalassica
- Eucalyptus approximans
- Eucalyptus aquatica
- Eucalyptus aquilina
- Eucalyptus arachnaea
- Eucalyptus arborella
- Eucalyptus archeri
- Eucalyptus arenacea
- Eucalyptus argentescens
- Eucalyptus argillacea
- Eucalyptus argophloia
- Eucalyptus argutifolia
- Eucalyptus argyphea
- Eucalyptus aromaphloia
- Eucalyptus articulata
- Eucalyptus aspersa
- Eucalyptus aspratilis
- Eucalyptus assimilans
- Eucalyptus astringens
- Eucalyptus atrata
- Eucalyptus auburnensis
- Eucalyptus australasica
- Eucalyptus badjensis
- Eucalyptus baeuerlenii
- Eucalyptus baileyana
- Eucalyptus bakeri
- Eucalyptus balanites
- Eucalyptus balanopelex
- Eucalyptus balladoniensis
- Eucalyptus bancroftii
- Eucalyptus banksii
- Eucalyptus barberi
- Eucalyptus barklyensis
- Eucalyptus barmedmanensis
- Eucalyptus baudiniana
- Eucalyptus baueriana
- Eucalyptus baxteri
- Eucalyptus beaniana
- Eucalyptus beardiana
- Eucalyptus behriana
- Eucalyptus bensonii
- Eucalyptus benthamii
- Eucalyptus beyeriana
- Eucalyptus bicostata
- Eucalyptus bigalerita
- Eucalyptus biterranea
- Eucalyptus biturbinata
- Eucalyptus blackburniana
- Eucalyptus blakelyi
- Eucalyptus blaxellii
- Eucalyptus blaxlandii
- Eucalyptus boliviana
- Eucalyptus bosistoana
- Eucalyptus botryoides
- Eucalyptus bourlieri
- Eucalyptus bowmanii
- Eucalyptus brachyandra
- Eucalyptus brachycalyx
- Eucalyptus brachycorys
- Eucalyptus brassiana
- Eucalyptus brevifolia
- Eucalyptus brevipes
- Eucalyptus brevirostris
- Eucalyptus brevistylis
- Eucalyptus bridgesiana
- Eucalyptus brockwayi
- Eucalyptus brookeriana
- Eucalyptus brownii
- Eucalyptus brunnea
- Eucalyptus buprestium
- Eucalyptus burdettiana
- Eucalyptus burgessiana
- Eucalyptus burracoppinensis
- Eucalyptus cadens
- Eucalyptus caesia
- Eucalyptus calcareana
- Eucalyptus calcicola
- Eucalyptus caleyi
- Eucalyptus caliginosa
- Eucalyptus calycogona
- Eucalyptus camaldulensis
- Eucalyptus cambageana
- Eucalyptus cameronii
- Eucalyptus camfieldii
- Eucalyptus campanulata
- Eucalyptus campaspe
- Eucalyptus camphora
- Eucalyptus canaliculata
- Eucalyptus canescens
- Eucalyptus cannonii
- Eucalyptus canobolensis
- Eucalyptus capillosa
- Eucalyptus capitanea
- Eucalyptus capitellata
- Eucalyptus captiosa
- Eucalyptus carnea
- Eucalyptus carnei
- Eucalyptus castrensis
- Eucalyptus celastroides
- Eucalyptus cephalocarpa
- Eucalyptus ceracea
- Eucalyptus cerasiformis
- Eucalyptus ceratocorys
- Eucalyptus cernua
- Eucalyptus chapmaniana
- Eucalyptus chartaboma
- Eucalyptus chisholmii
- Eucalyptus chloroclada
- Eucalyptus chlorophylla
- Eucalyptus cinerea
- Eucalyptus cladocalyx
- Eucalyptus clelandii
- Eucalyptus clivicola
- Eucalyptus cloeziana
- Eucalyptus cneorifolia
- Eucalyptus coccifera
- Eucalyptus codonocarpa
- Eucalyptus codonophora
- Eucalyptus cometae-vallis
- Eucalyptus communalis
- Eucalyptus concinna
- Eucalyptus conferruminata
- Eucalyptus confluens
- Eucalyptus conglobata
- Eucalyptus conglomerata
- Eucalyptus conica
- Eucalyptus conjuncta
- Eucalyptus consideniana
- Eucalyptus conspicua
- Eucalyptus contracta
- Eucalyptus conveniens
- Eucalyptus coolabah
- Eucalyptus cooperiana
- Eucalyptus copulans
- Eucalyptus cordata
- Eucalyptus cordieri
- Eucalyptus cornuta
- Eucalyptus coronata
- Eucalyptus corrugata
- Eucalyptus corticosa
- Eucalyptus corynodes
- Eucalyptus cosmophylla
- Eucalyptus costata
- Eucalyptus costuligera
- Eucalyptus crebra
- Eucalyptus crenulata
- Eucalyptus creta
- Eucalyptus cretata
- Eucalyptus croajingolensis
- Eucalyptus crucis
- Eucalyptus cullenii
- Eucalyptus cunninghamii
- Eucalyptus cuprea
- Eucalyptus curtisii
- Eucalyptus cyanoclada
- Eucalyptus cyanophylla
- Eucalyptus cyclostoma
- Eucalyptus cylindriflora
- Eucalyptus cylindrocarpa
- Eucalyptus cypellocarpa
- Eucalyptus dalrympleana
- Eucalyptus dawsonii
- Eucalyptus dealbata
- Eucalyptus deanei
- Eucalyptus debeuzevillei
- Eucalyptus decipiens
- Eucalyptus decolor
- Eucalyptus decorticans
- Eucalyptus decurva
- Eucalyptus deflexa
- Eucalyptus deglupta
- Eucalyptus delegatensis
- Eucalyptus delicata
- Eucalyptus dendromorpha
- Eucalyptus densa
- Eucalyptus denticulata
- Eucalyptus depauperata
- Eucalyptus desmondensis
- Eucalyptus deuaensis
- Eucalyptus dielsii
- Eucalyptus diminuta
- Eucalyptus diptera
- Eucalyptus disclusa
- Eucalyptus discreta
- Eucalyptus dissimulata
- Eucalyptus dissita
- Eucalyptus distans
- Eucalyptus divaricata
- Eucalyptus diversicolor
- Eucalyptus diversifolia
- Eucalyptus dives
- Eucalyptus dixsonii
- Eucalyptus dolichocera
- Eucalyptus dolichorhyncha
- Eucalyptus dolorosa
- Eucalyptus doratoxylon
- Eucalyptus dorrigoensis
- Eucalyptus drepanophylla
- Eucalyptus drummondii
- Eucalyptus dumosa
- Eucalyptus dundasii
- Eucalyptus dunnii
- Eucalyptus dura
- Eucalyptus dwyeri
- Eucalyptus ebbanoensis
- Eucalyptus educta
- Eucalyptus effusa
- Eucalyptus elaeophloia
- Eucalyptus elata
- Eucalyptus elliptica
- Eucalyptus epruinata
- Eucalyptus erectifolia
- Eucalyptus eremicola
- Eucalyptus eremophila
- Eucalyptus erythrocorys
- Eucalyptus erythronema
- Eucalyptus eucentrica
- Eucalyptus eudesmioides
- Eucalyptus eugenioides
- Eucalyptus ewartiana
- Eucalyptus exigua
- Eucalyptus exilipes
- Eucalyptus exilis
- Eucalyptus exserta
- Eucalyptus extensa
- Eucalyptus extrica
- Eucalyptus extricata
- Eucalyptus falcata
- Eucalyptus farinosa
- Eucalyptus fasciculosa
- Eucalyptus fastigata
- Eucalyptus fergusonii
- Eucalyptus fibrosa
- Eucalyptus fitzgeraldii
- Eucalyptus flavida
- Eucalyptus flindersii
- Eucalyptus flocktoniae
- Eucalyptus foecunda
- Eucalyptus foliosa
- Eucalyptus formanii
- Eucalyptus forrestiana
- Eucalyptus fracta
- Eucalyptus fraseri
- Eucalyptus fraxinoides
- Eucalyptus froggattii
- Eucalyptus fruticetorum
- Eucalyptus fruticosa
- Eucalyptus fulgens
- Eucalyptus fusiformis
- Eucalyptus gamophylla
- Eucalyptus gardneri
- Eucalyptus georgei
- Eucalyptus gigantangion
- Eucalyptus gillenii
- Eucalyptus gillii
- Eucalyptus gittinsii
- Eucalyptus glaucescens
- Eucalyptus glaucina
- Eucalyptus globoidea
- Eucalyptus globulus
- Eucalyptus glomericassis
- Eucalyptus glomerosa
- Eucalyptus gomphocephala
- Eucalyptus gomphocornuta
- Eucalyptus gongylocarpa
- Eucalyptus goniantha
- Eucalyptus goniocalyx
- Eucalyptus goniocarpa
- Eucalyptus gracilis
- Eucalyptus grandis
- Eucalyptus granitica
- Eucalyptus grasbyi
- Eucalyptus gratiae
- Eucalyptus gregoriensis
- Eucalyptus gregsoniana
- Eucalyptus griffithsii
- Eucalyptus grisea
- Eucalyptus grossa
- Eucalyptus grossifolia
- Eucalyptus guilfoylei
- Eucalyptus gullickii
- Eucalyptus gunnii
- Eucalyptus gymnoteles
- Eucalyptus gypsophila
- Eucalyptus haemastoma
- Eucalyptus hallii
- Eucalyptus halophila
- Eucalyptus hebetifolia
- Eucalyptus helenae
- Eucalyptus helidonica
- Eucalyptus herbertiana
- Eucalyptus histophylla
- Eucalyptus horistes
- Eucalyptus houseana
- Eucalyptus howittiana
- Eucalyptus hypochlamydea
- Eucalyptus hypolaena
- Eucalyptus hypostomatica
- Eucalyptus ignorabilis
- Eucalyptus imitans
- Eucalyptus imlayensis
- Eucalyptus impensa
- Eucalyptus incerata
- Eucalyptus incrassata
- Eucalyptus indurata
- Eucalyptus infera
- Eucalyptus infracorticata
- Eucalyptus insularis
- Eucalyptus interstans
- Eucalyptus intertexta
- Eucalyptus intrasilvatica
- Eucalyptus irritans
- Eucalyptus jacksonii
- Eucalyptus jensenii
- Eucalyptus jimberlanica
- Eucalyptus johnsoniana
- Eucalyptus johnstonii
- Eucalyptus jucunda
- Eucalyptus jutsonii
- Eucalyptus kabiana
- Eucalyptus kartzoffiana
- Eucalyptus kenneallyi
- Eucalyptus kessellii
- Eucalyptus kingsmillii
- Eucalyptus kitsoniana
- Eucalyptus kochii
- Eucalyptus kondininensis
- Eucalyptus koolpinensis
- Eucalyptus kruseana
- Eucalyptus kumarlensis
- Eucalyptus kybeanensis
- Eucalyptus lacrimans
- Eucalyptus laeliae
- Eucalyptus laevis
- Eucalyptus laevopinea
- Eucalyptus lane-poolei
- Eucalyptus langleyi
- Eucalyptus lansdowneana
- Eucalyptus laophila
- Eucalyptus largeana
- Eucalyptus largiflorens
- Eucalyptus latens
- Eucalyptus lateritica
- Eucalyptus latisinensis
- Eucalyptus latiuscula
- Eucalyptus lehmannii
- Eucalyptus leprophloia
- Eucalyptus leptocalyx
- Eucalyptus leptophleba
- Eucalyptus leptophylla
- Eucalyptus leptopoda
- Eucalyptus lesouefii
- Eucalyptus leucophloia
- Eucalyptus leucophylla
- Eucalyptus leucoxylon
- Eucalyptus ligulata
- Eucalyptus ligustrina
- Eucalyptus limitaris
- Eucalyptus lirata
- Eucalyptus litorea
- Eucalyptus livida
- Eucalyptus lockyeri
- Eucalyptus longicornis
- Eucalyptus longifolia
- Eucalyptus longirostrata
- Eucalyptus loxophleba
- Eucalyptus lucasii
- Eucalyptus lucens
- Eucalyptus luculenta
- Eucalyptus luehmanniana
- Eucalyptus luteola
- Eucalyptus macarthurii
- Eucalyptus mackintii
- Eucalyptus macrandra
- Eucalyptus macrocarpa
- Eucalyptus macrorrhyncha
- Eucalyptus macta
- Eucalyptus magnificata
- Eucalyptus maidenii
- Eucalyptus major
- Eucalyptus malacoxylon
- Eucalyptus mannensis
- Eucalyptus mannifera
- Eucalyptus marginata
- Eucalyptus mcclatchei
- Eucalyptus mckieana
- Eucalyptus mcquoidii
- Eucalyptus medialis
- Eucalyptus mediocris
- Eucalyptus megacarpa
- Eucalyptus megacornuta
- Eucalyptus melanoleuca
- Eucalyptus melanophitra
- Eucalyptus melanophloia
- Eucalyptus melanoxylon
- Eucalyptus melliodora
- Eucalyptus mensalis
- Eucalyptus merrickiae
- Eucalyptus michaeliana
- Eucalyptus micranthera
- Eucalyptus microcarpa
- Eucalyptus microcodon
- Eucalyptus microcorys
- Eucalyptus microneura
- Eucalyptus microschema
- Eucalyptus microtheca
- Eucalyptus mimica
- Eucalyptus miniata
- Eucalyptus minniritchi
- Eucalyptus misella
- Eucalyptus mitchelliana
- Eucalyptus moderata
- Eucalyptus moluccana
- Eucalyptus molyneuxii
- Eucalyptus montivaga
- Eucalyptus mooreana
- Eucalyptus moorei
- Eucalyptus morrisbyi
- Eucalyptus morrisii
- Eucalyptus muelleriana
- Eucalyptus multicaulis
- Eucalyptus myriadena
- Eucalyptus nandewarica
- Eucalyptus neglecta
- Eucalyptus neutra
- Eucalyptus newbeyi
- Eucalyptus nicholii
- Eucalyptus nigrifunda
- Eucalyptus niphophila
- Eucalyptus nitens
- Eucalyptus nitida
- Eucalyptus nobilis
- Eucalyptus normantonensis
- Eucalyptus nortonii
- Eucalyptus notabilis
- Eucalyptus nova-anglica
- Eucalyptus nubila
- Eucalyptus nudicaulis
- Eucalyptus obconica
- Eucalyptus obesa
- Eucalyptus obliqua
- Eucalyptus oblonga
- Eucalyptus obstans
- Eucalyptus obtusiflora
- Eucalyptus occidentalis
- Eucalyptus ochrophloia
- Eucalyptus odontocarpa
- Eucalyptus odorata
- Eucalyptus oldfieldii
- Eucalyptus oleosa
- Eucalyptus olida
- Eucalyptus oligantha
- Eucalyptus olivina
- Eucalyptus olsenii
- Eucalyptus ophitica
- Eucalyptus optima
- Eucalyptus oraria
- Eucalyptus orbifolia
- Eucalyptus ordiana
- Eucalyptus oreades
- Eucalyptus oresbia
- Eucalyptus orgadophila
- Eucalyptus ornata
- Eucalyptus orophila
- Eucalyptus ovata
- Eucalyptus ovularis
- Eucalyptus oxymitra
- Eucalyptus pachycalyx
- Eucalyptus pachyloma
- Eucalyptus pachyphylla
- Eucalyptus paedoglauca
- Eucalyptus paliformis
- Eucalyptus pallida
- Eucalyptus panda
- Eucalyptus paniculata
- Eucalyptus pantoleuca
- Eucalyptus paralimnetica
- Eucalyptus parramattensis
- Eucalyptus parvula
- Eucalyptus patellaris
- Eucalyptus patens
- Eucalyptus pauciflora
- Eucalyptus peeneri
- Eucalyptus pellita
- Eucalyptus pendens
- Eucalyptus peninsularis
- Eucalyptus perangusta
- Eucalyptus percostata
- Eucalyptus perriniana
- Eucalyptus persistens
- Eucalyptus petiolaris
- Eucalyptus petraea
- Eucalyptus petrensis
- Eucalyptus phaenophylla
- Eucalyptus phenax
- Eucalyptus phoenicea
- Eucalyptus phylacis
- Eucalyptus pilbarensis
- Eucalyptus pileata
- Eucalyptus pilligaensis
- Eucalyptus pilularis
- Eucalyptus pimpiniana
- Eucalyptus piperita
- Eucalyptus placita
- Eucalyptus planchoniana
- Eucalyptus planipes
- Eucalyptus platycorys
- Eucalyptus platyphylla
- Eucalyptus platypus
- Eucalyptus plenissima
- Eucalyptus pleurocarpa
- Eucalyptus pleurocorys
- Eucalyptus pluricaulis
- Eucalyptus polita
- Eucalyptus polyanthemos
- Eucalyptus polybractea
- Eucalyptus populnea
- Eucalyptus porosa
- Eucalyptus portuensis
- Eucalyptus praecox
- Eucalyptus praetermissa
- Eucalyptus prava
- Eucalyptus preissiana
- Eucalyptus primiglauca
- Eucalyptus prolixa
- Eucalyptus prominens
- Eucalyptus prominula
- Eucalyptus propinqua
- Eucalyptus protensa
- Eucalyptus provecta
- Eucalyptus pruiniramis
- Eucalyptus pruinosa
- Eucalyptus pryoriana
- Eucalyptus psammitica
- Eucalyptus pseudoglobulus
- Eucalyptus pterocarpa
- Eucalyptus pulchella
- Eucalyptus pulverulenta
- Eucalyptus pumila
- Eucalyptus punctata
- Eucalyptus purpurata
- Eucalyptus pyriformis
- Eucalyptus pyrocarpa
- Eucalyptus quadrangulata
- Eucalyptus quadrans
- Eucalyptus quadricostata
- Eucalyptus quinniorum
- Eucalyptus racemosa
- Eucalyptus radiata
- Eucalyptus ralla
- Eucalyptus rameliana
- Eucalyptus raveretiana
- Eucalyptus ravida
- Eucalyptus recta
- Eucalyptus recurva
- Eucalyptus redimiculifera
- Eucalyptus reducta
- Eucalyptus redunca
- Eucalyptus regnans
- Eucalyptus remota
- Eucalyptus repullans
- Eucalyptus resinifera
- Eucalyptus retinens
- Eucalyptus rhodantha
- Eucalyptus rhombica
- Eucalyptus rigens
- Eucalyptus rigidula
- Eucalyptus risdonii
- Eucalyptus robertsonii
- Eucalyptus robusta
- Eucalyptus rodwayi
- Eucalyptus rosacea
- Eucalyptus rossii
- Eucalyptus rotundata
- Eucalyptus roycei
- Eucalyptus rubida
- Eucalyptus rubiginosa
- Eucalyptus rudderi
- Eucalyptus rudis
- Eucalyptus rugosa
- Eucalyptus rugulata
- Eucalyptus rummeryi
- Eucalyptus rupestris
- Eucalyptus sabulosa
- Eucalyptus salicola
- Eucalyptus saligna
- Eucalyptus salmonophloia
- Eucalyptus salubris
- Eucalyptus sargentii
- Eucalyptus saxatilis
- Eucalyptus saxicola
- Eucalyptus scias
- Eucalyptus sclerophylla
- Eucalyptus scoparia
- Eucalyptus scopulorum
- Eucalyptus scyphocalyx
- Eucalyptus seeana
- Eucalyptus selachiana
- Eucalyptus semiglobosa
- Eucalyptus semota
- Eucalyptus sepulcralis
- Eucalyptus serpentinicola
- Eucalyptus serraensis
- Eucalyptus sessilis
- Eucalyptus sheathiana
- Eucalyptus shirleyi
- Eucalyptus sicilifolia
- Eucalyptus siderophloia
- Eucalyptus sideroxylon
- Eucalyptus sieberi
- Eucalyptus signata
- Eucalyptus silvestris
- Eucalyptus similis
- Eucalyptus singularis
- Eucalyptus smithii
- Eucalyptus socialis
- Eucalyptus sparsa
- Eucalyptus sparsicoma
- Eucalyptus sparsifolia
- Eucalyptus spathulata
- Eucalyptus spectatrix
- Eucalyptus sphaerocarpa
- Eucalyptus splendens
- Eucalyptus sporadica
- Eucalyptus spreta
- Eucalyptus squamosa
- Eucalyptus staeri
- Eucalyptus staigeriana
- Eucalyptus stannicola
- Eucalyptus steedmanii
- Eucalyptus stellulata
- Eucalyptus stenostoma
- Eucalyptus stjohnii
- Eucalyptus stoatei
- Eucalyptus stowardii
- Eucalyptus striaticalyx
- Eucalyptus stricklandii
- Eucalyptus stricta
- Eucalyptus strzeleckii
- Eucalyptus studleyensis
- Eucalyptus sturgissiana
- Eucalyptus subangusta
- Eucalyptus subcaerulea
- Eucalyptus subcrenulata
- Eucalyptus suberea
- Eucalyptus sublucida
- Eucalyptus subtilior
- Eucalyptus subtilis
- Eucalyptus suffulgens
- Eucalyptus suggrandis
- Eucalyptus surgens
- Eucalyptus synandra
- Eucalyptus talyuberlup
- Eucalyptus tardecidens
- Eucalyptus taurina
- Eucalyptus taylori
- Eucalyptus tectifica
- Eucalyptus tenella
- Eucalyptus tenera
- Eucalyptus tenuipes
- Eucalyptus tenuiramis
- Eucalyptus tenuis
- Eucalyptus tephroclada
- Eucalyptus tephrodes
- Eucalyptus terebra
- Eucalyptus tereticornis
- Eucalyptus terrica
- Eucalyptus tetragona
- Eucalyptus tetrapleura
- Eucalyptus tetraptera
- Eucalyptus tetrodonta
- Eucalyptus thamnoides
- Eucalyptus tholiformis
- Eucalyptus thozetiana
- Eucalyptus tindaliae
- Eucalyptus tintinnans
- Eucalyptus tiwiana
- Eucalyptus todtiana
- Eucalyptus torquata
- Eucalyptus tortilis
- Eucalyptus trabutii
- Eucalyptus trachybasis
- Eucalyptus transcontinentalis
- Eucalyptus tricarpa
- Eucalyptus triflora
- Eucalyptus triplex
- Eucalyptus trivalvis
- Eucalyptus tropica
- Eucalyptus tumida
- Eucalyptus ultima
- Eucalyptus umbra
- Eucalyptus umbrawarrensis
- Eucalyptus uncinata
- Eucalyptus urna
- Eucalyptus urnigera
- Eucalyptus urophylla
- Eucalyptus utilis
- Eucalyptus uvida
- Eucalyptus valens
- Eucalyptus wandoo
- Eucalyptus varia
- Eucalyptus websteriana
- Eucalyptus vegrandis
- Eucalyptus vernicosa
- Eucalyptus verrucata
- Eucalyptus vesiculosa
- Eucalyptus westonii
- Eucalyptus wetarensis
- Eucalyptus whitei
- Eucalyptus vicina
- Eucalyptus victoriana
- Eucalyptus victrix
- Eucalyptus wilcoxii
- Eucalyptus williamsiana
- Eucalyptus willisii
- Eucalyptus viminalis
- Eucalyptus wimmerensis
- Eucalyptus virens
- Eucalyptus viridis
- Eucalyptus vokesensis
- Eucalyptus volcanica
- Eucalyptus woodwardii
- Eucalyptus wubinensis
- Eucalyptus wyolensis
- Eucalyptus xanthoclada
- Eucalyptus xanthonema
- Eucalyptus xerothermica
- Eucalyptus yagobiei
- Eucalyptus yalatensis
- Eucalyptus yangoura
- Eucalyptus yarraensis
- Eucalyptus yilgarnensis
- Eucalyptus youmanii
- Eucalyptus youngiana
- Eucalyptus yumbarrana
- Eucalyptus zopherophloia

## Hình ảnh

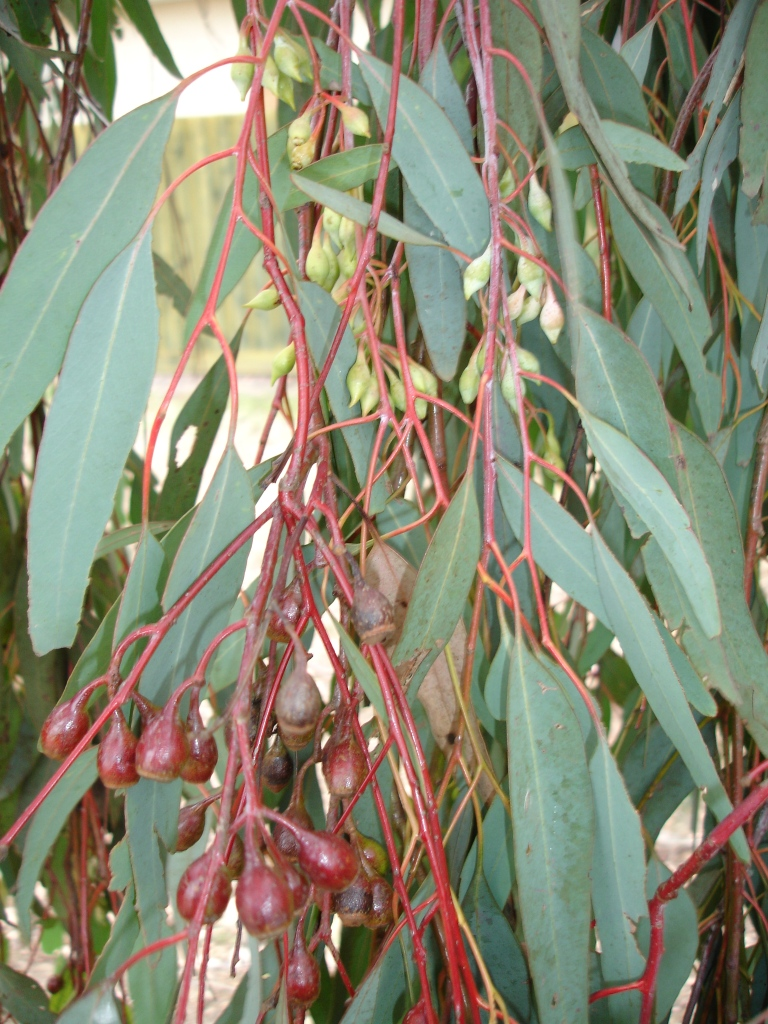
Eucalyptus sideroxylon
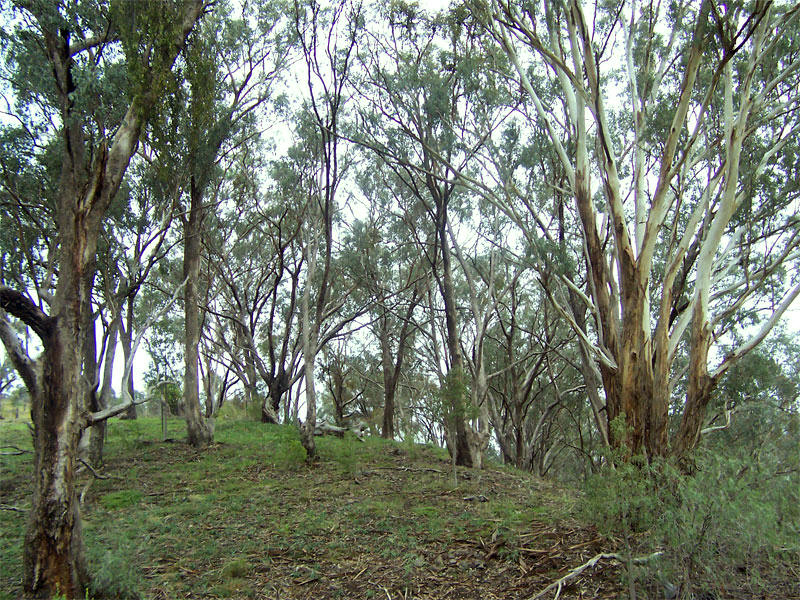
Rừng Eucalyptus ở East Gippsland, Victoria. Phần lớn là Eucalyptus albens (hộp trắng).
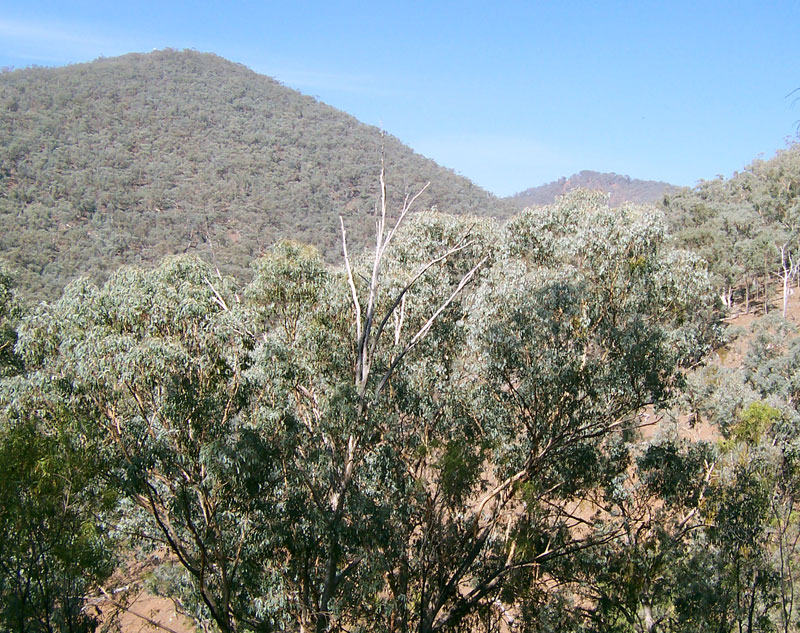
Rừng Eucalyptus ở East Gippsland, Victoria. Phần lớn là Eucalyptus albens (hộp trắng).
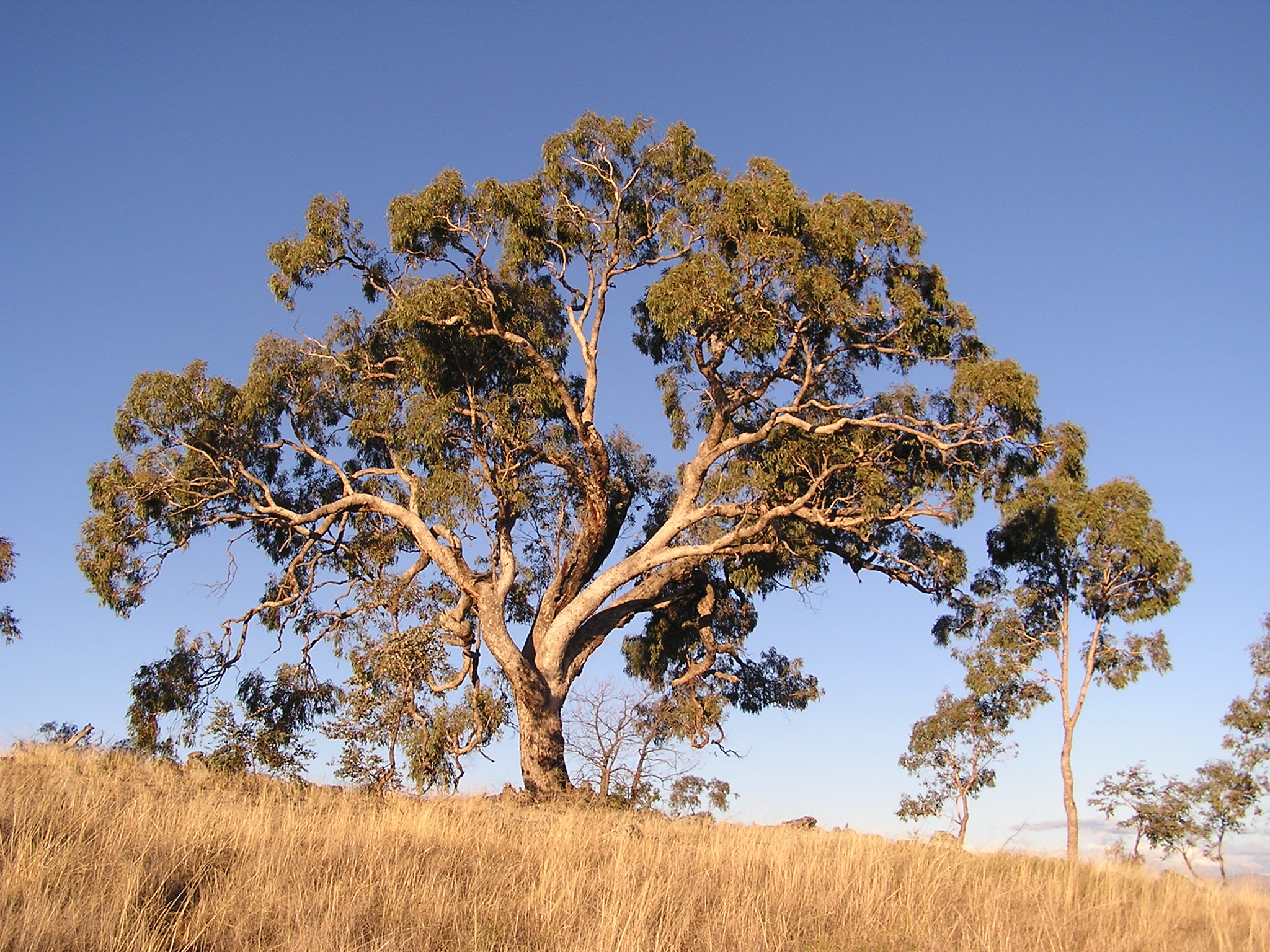
Eucalyptus bridgesiana (Apple box) trên Red Hill, Lãnh thổ Thủ đô Úc.
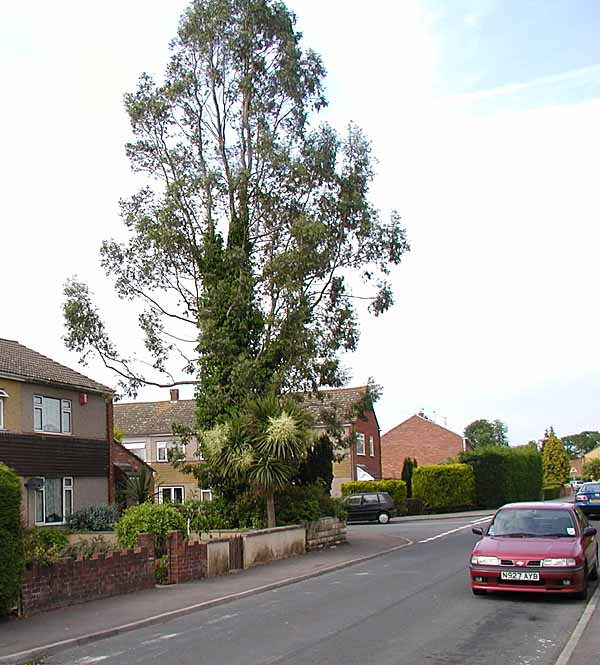
Eucalyptus gunnii ở nam Anh. Cành thấp bao phủ bởi cây thường xuân.
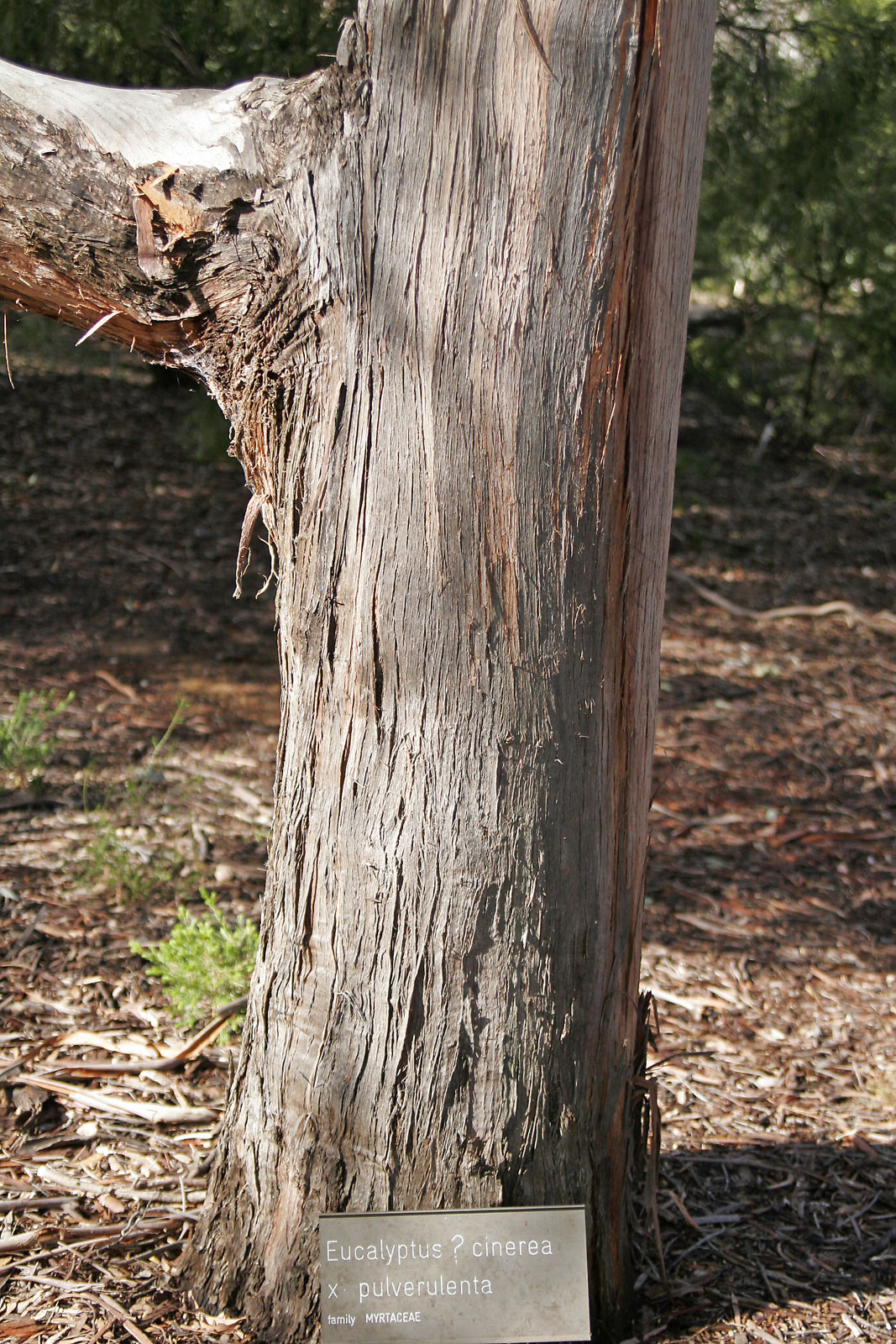
Eucalyptus cinerea x pulverulenta - National Botanical Gardens Canberra
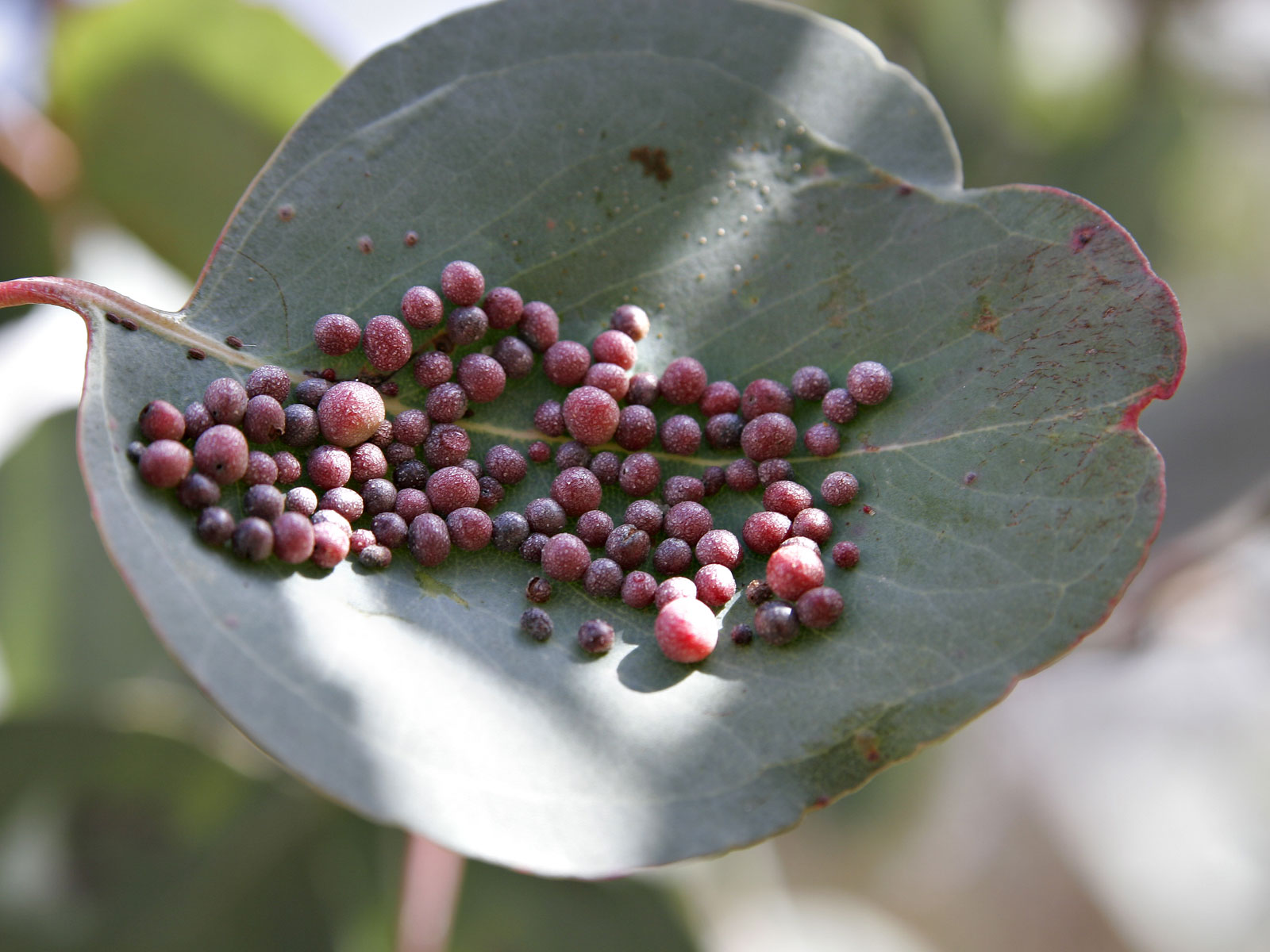
Vú lá Eucalyptus.
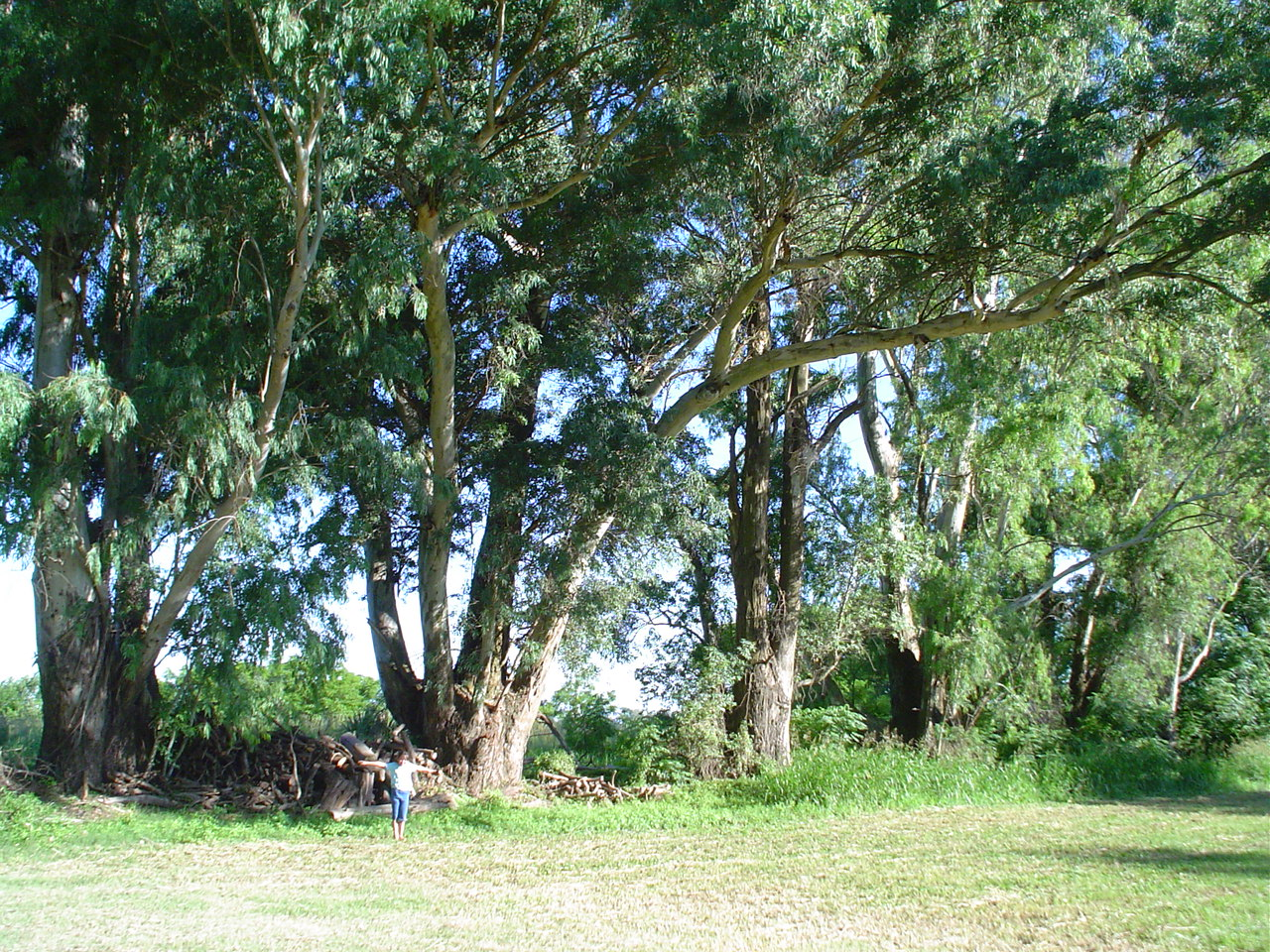
Eucalyptus grandis. Tỉnh Buenos Aires, Argentina.
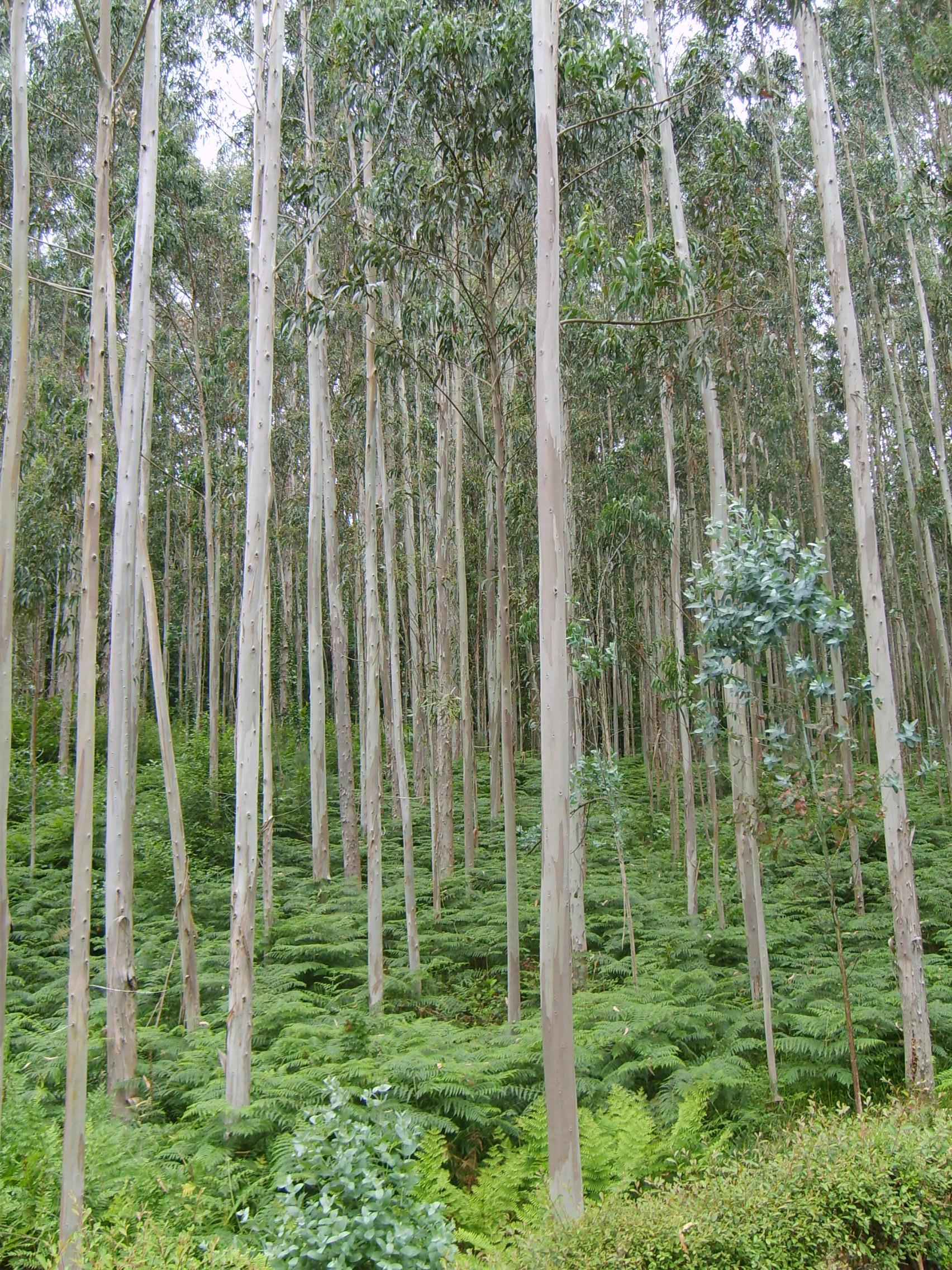
Đồn điền Eucalyptus gần Viveiro, ở Galicia tây bắc Tây Ban Nha. Chủ yếu Eucalyptus globulus.
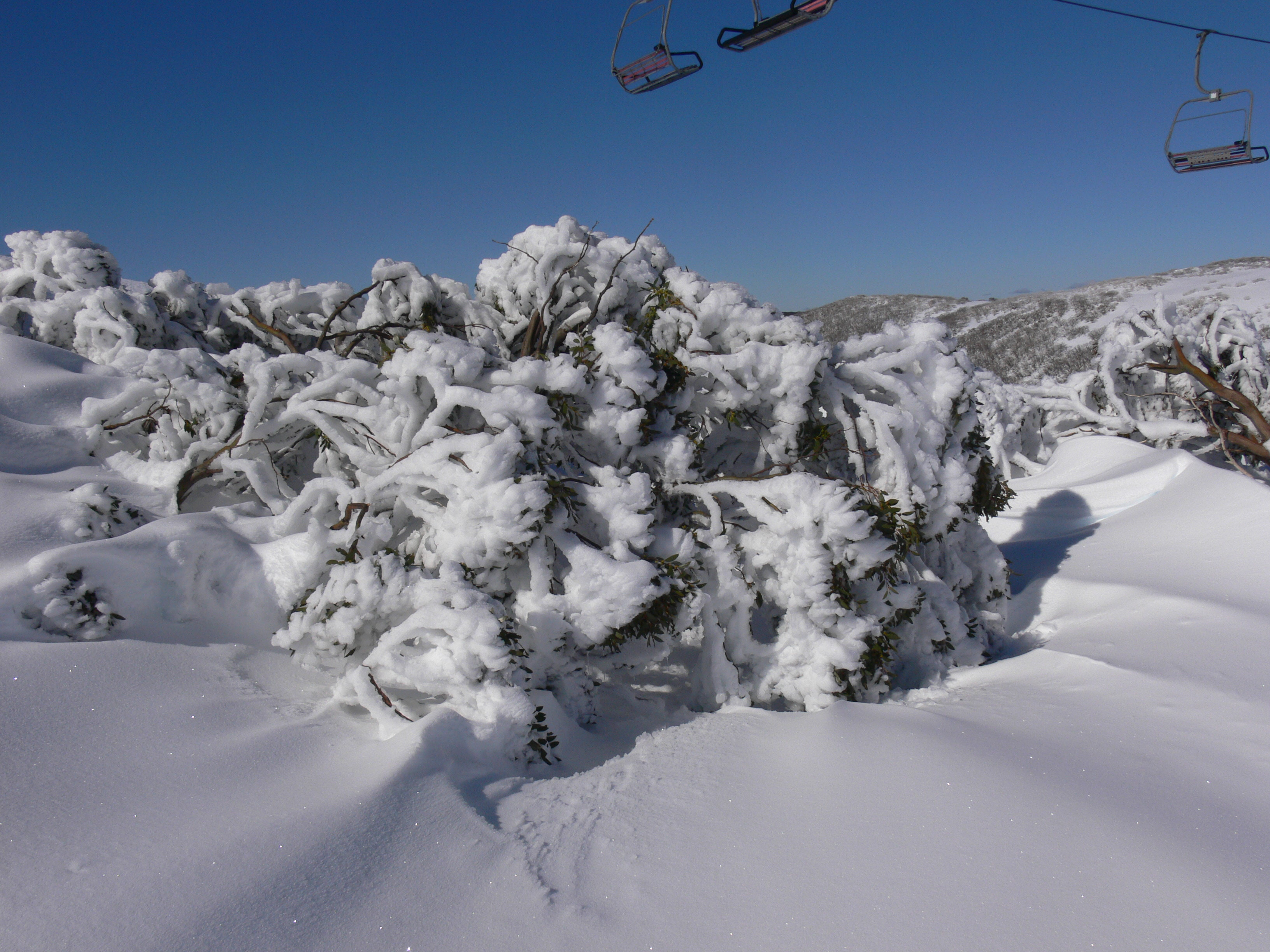
E. pauciflora, mùa đông ở Australian Alps
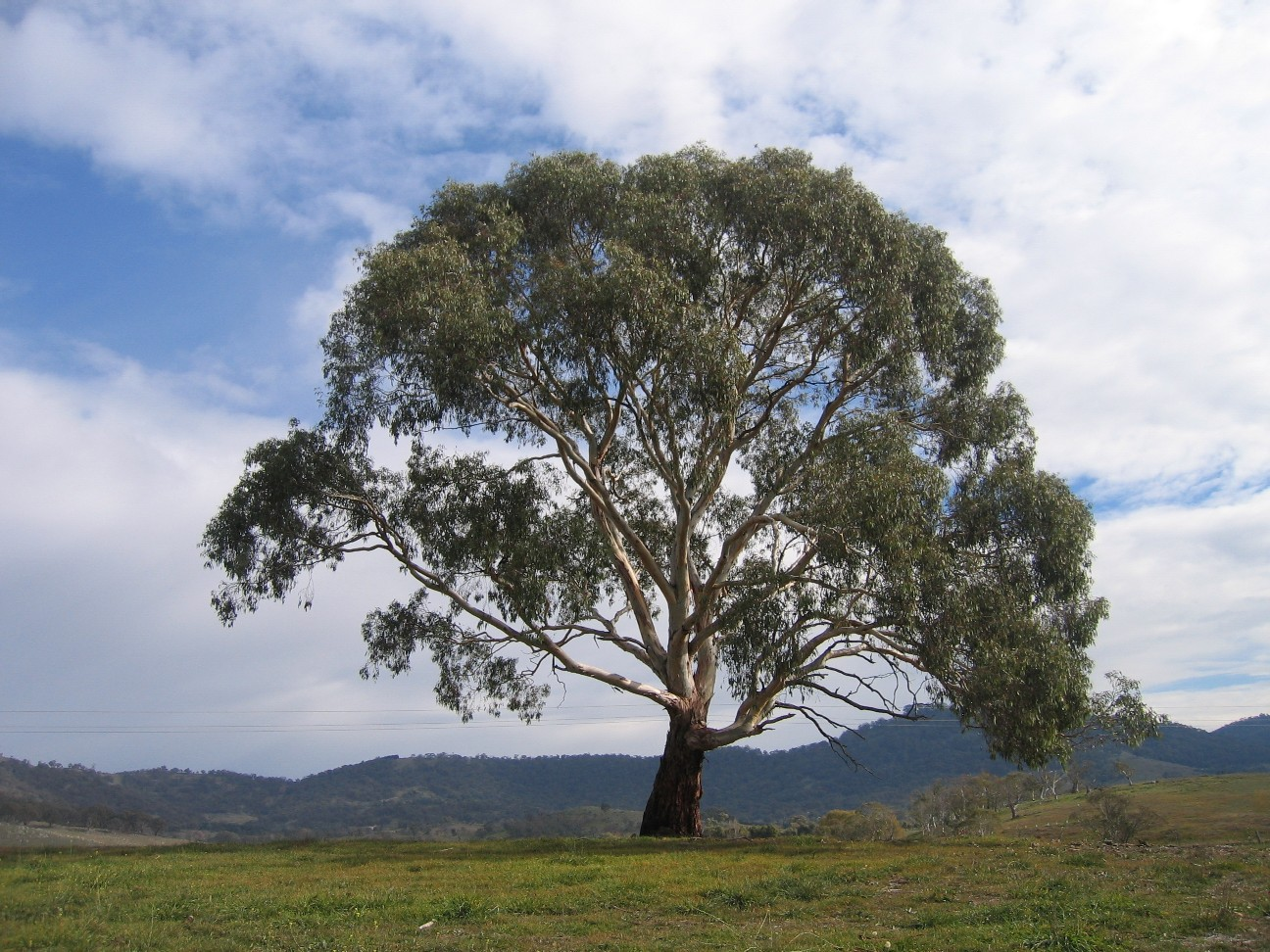
Eucalyptus rubida ở Burra, New South Wales.
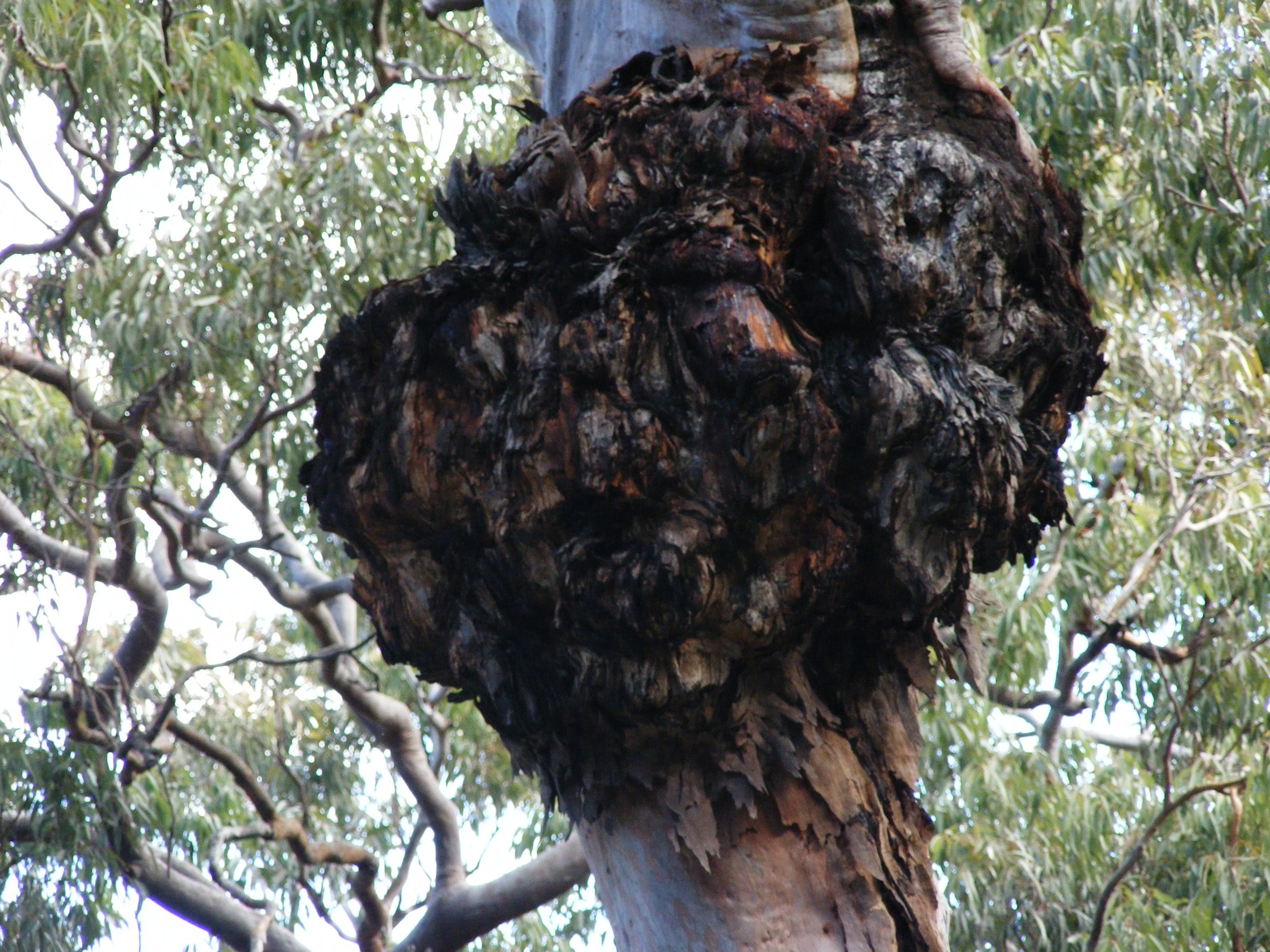
Cây này ở vườn quốc gia Heathcote có vấn đề nghiêm trọng.
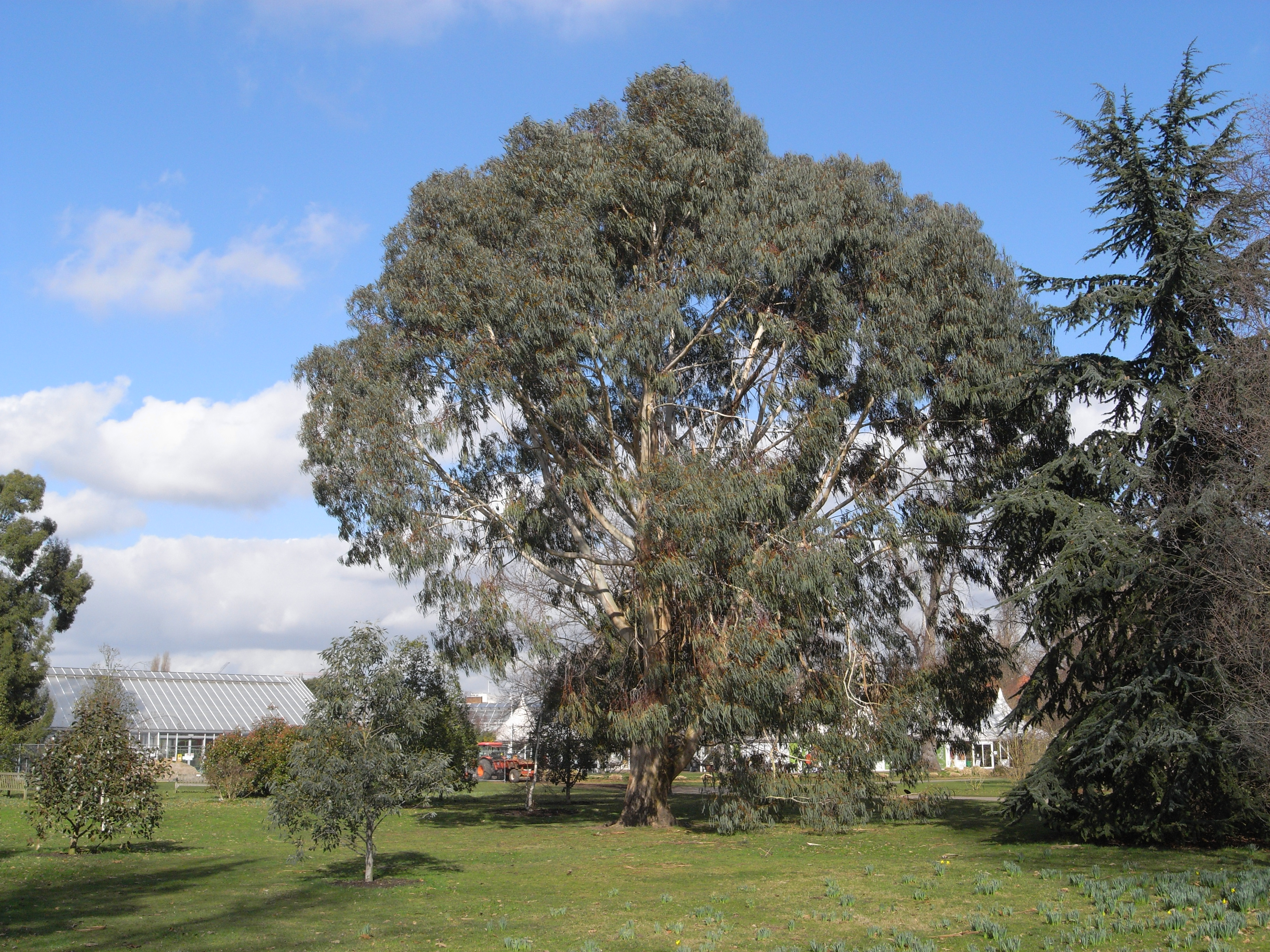
Eucalyptus chapmaniana ở Kew Gardens, London
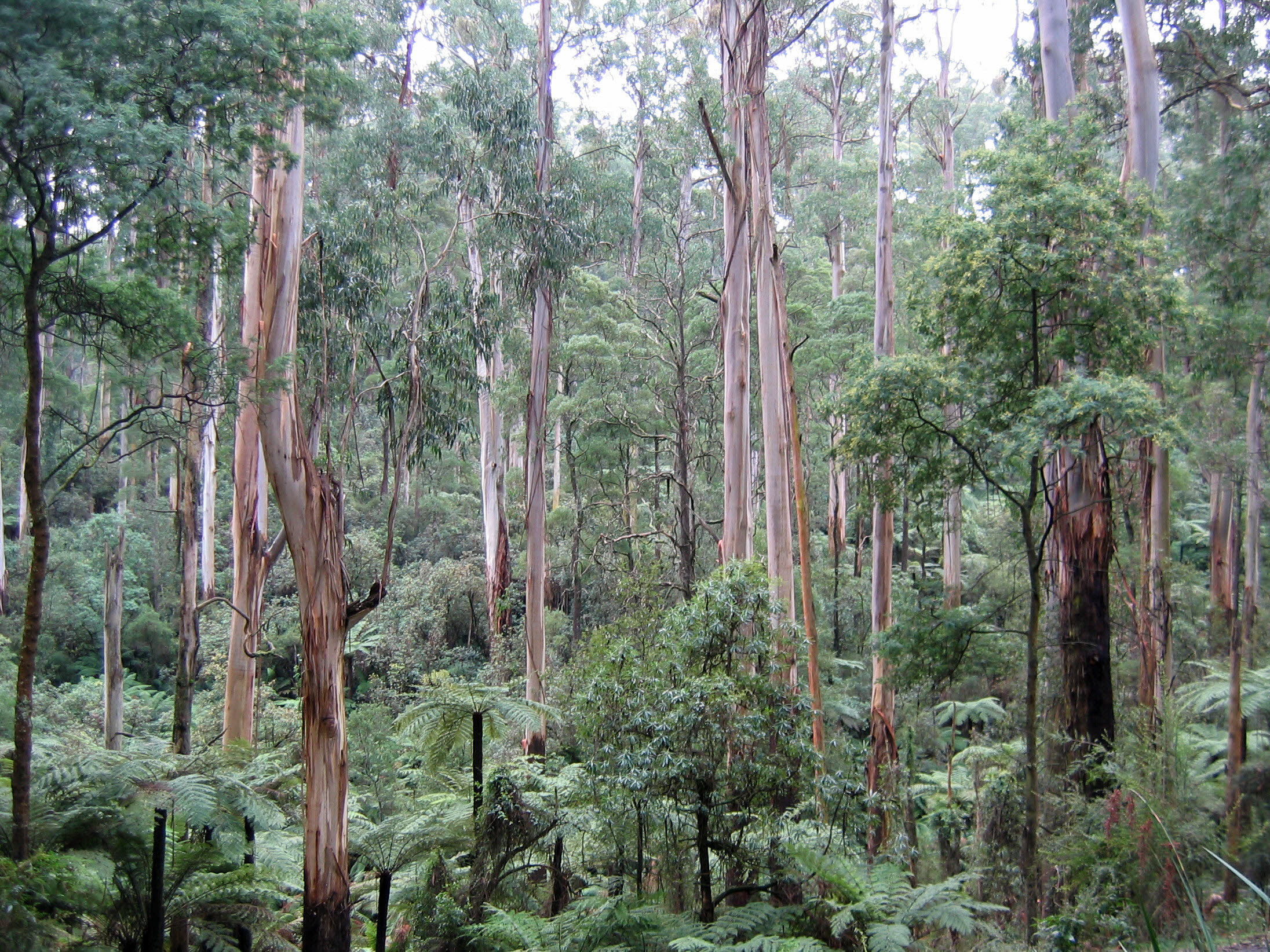
Eucalyptus regnans ở rừng Sherbrooke, Victoria
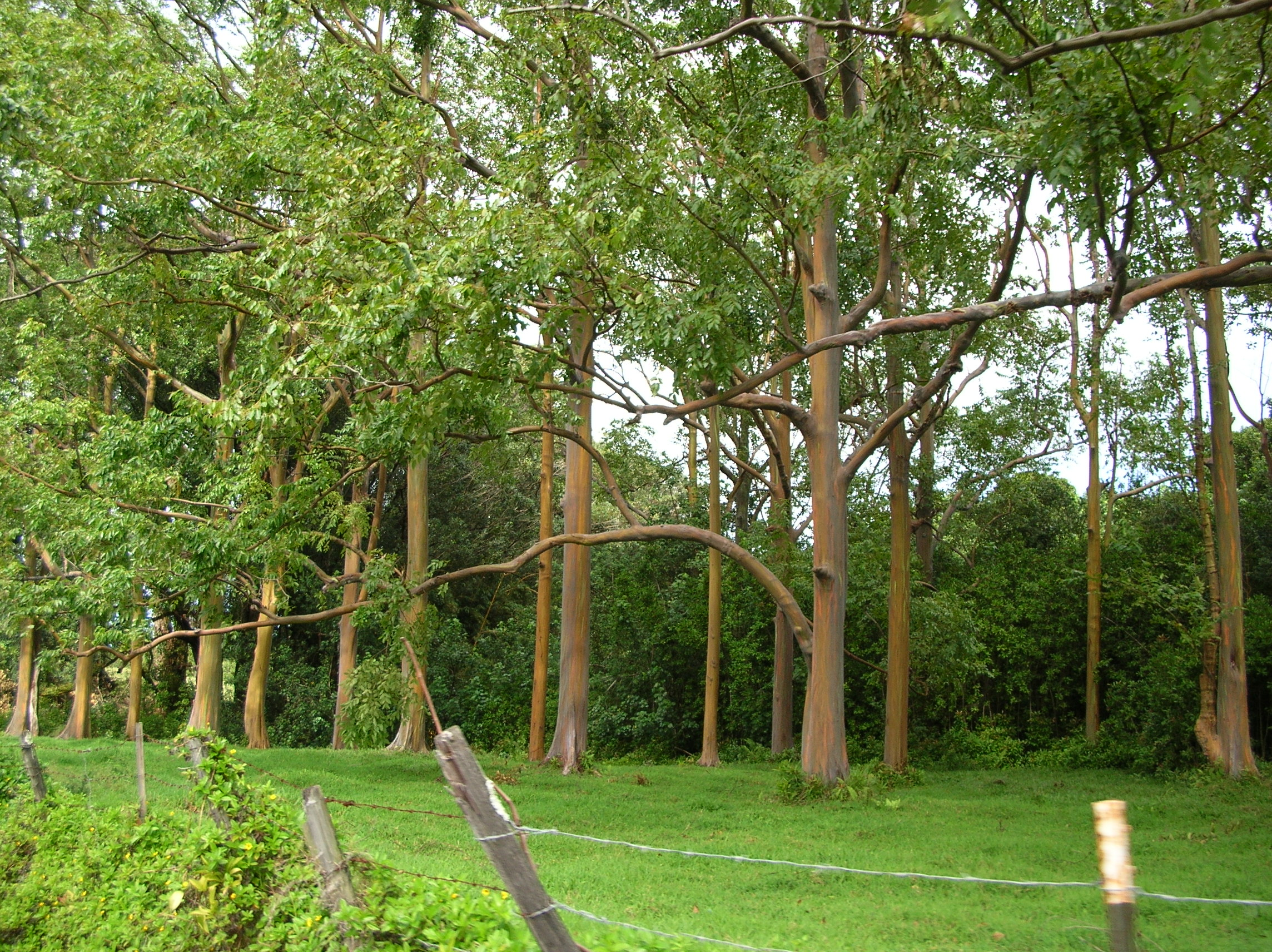
Bạch đàn cầu vồng

### Dầu làm thuốc
- http://www.botanical.com/botanical/mgmh/e/eucaly14.html
- http://www.henriettesherbal.com/eclectic/bpc1911/eucalyptus_oleu.html